# Kuivajärvi (sjö i Pihtipudas i Mellersta Finland)
Kuivajärvi är en sjö i Finland. Den ligger i kommunen Pihtipudas i landskapet Mellersta Finland, i den centrala delen av landet, 400 km norr om huvudstaden Helsingfors. Kuivajärvi ligger 166,3 meter över havet. Den är 2,1 meter djup. Arean är 71,8 hektar och strandlinjen är 4,23 kilometer lång. Sjön  ingår i Kymmene älvs huvudavrinningsområde.   I omgivningarna runt Kuivajärvi växer i huvudsak blandskog.